# Mitsubishi 6A1

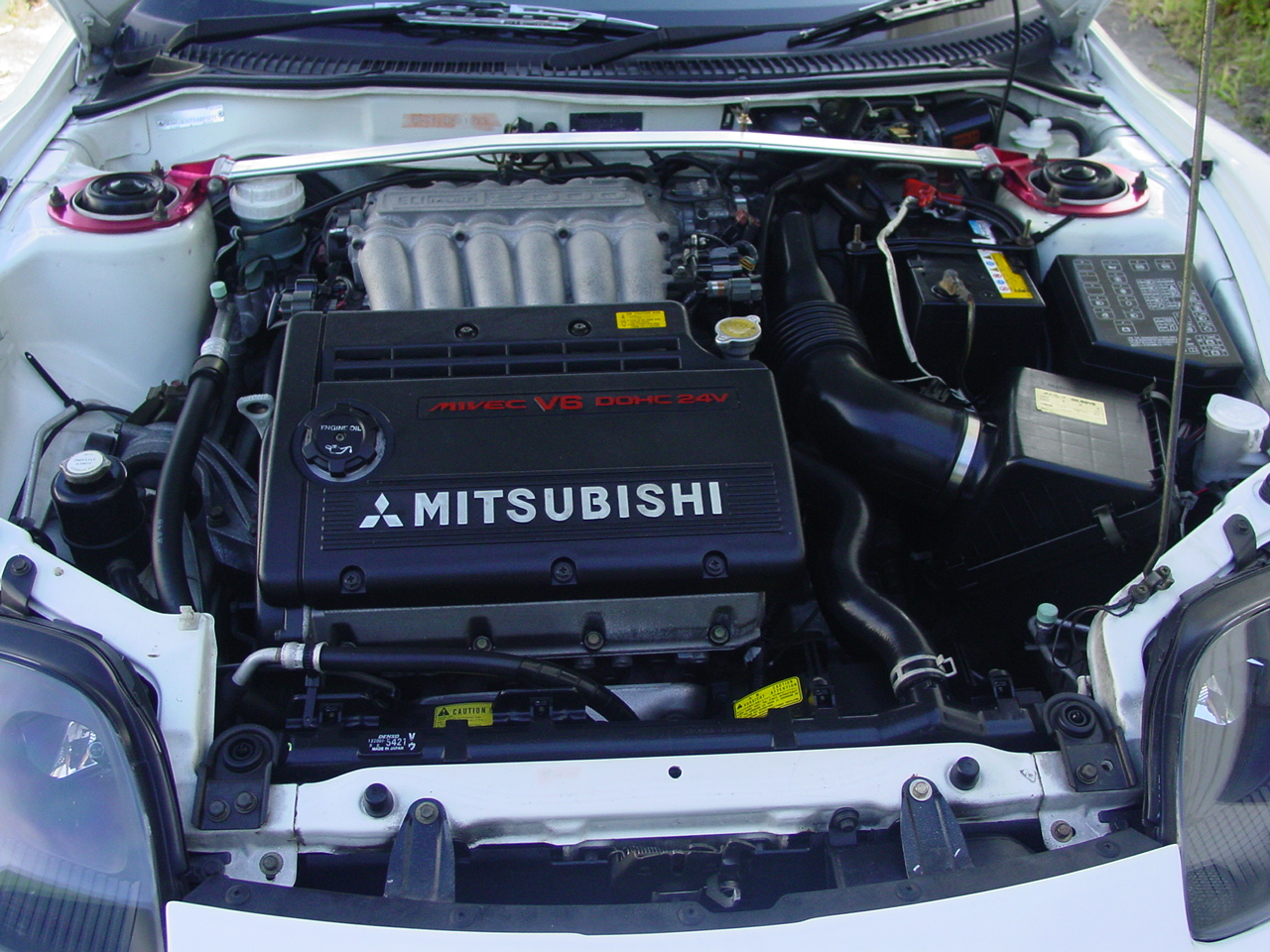
6A12 MIVEC V6

Двигатели Mitsubishi 6A1 —  шестицилиндровые бензиновые двигатели внутреннего сгорания, производящиеся Mitsubishi Motors с 1992 по 2009 год. Их объём варьировался от 1,6 до 2,5 л (1597—2498 см3), и они имели различные варианты индукции, а также конструкции и конфигурации головки блока цилиндров.

## 6A10
- Объём: 1,6 л (1597 см3)
- Диаметр x ход поршня — 73 мм × 63,6 мм

- Тип двигателя — V-образный 6-цилиндровый DOHC с 24 клапанами
- Степень сжатия — 10,0:1
- Топливная система — ECI multi
- Мощность — 103 кВт (140 л. с.) при 7000 об/мин
- Крутящий момент — 147 Н⋅м при 4500 об/мин

## 6A11
- Объём — 1,8 л (1829 см3)
- Диаметр x ход поршня — 75 мм × 69 мм (2,95 дюйма × 2,72 дюйма)
- Тип двигателя — V-образный 6-цилиндровый SOHC с 24 клапанами
- Степень сжатия — 9,5:1
- Топливная система — ECI multi
- Мощность — 99 кВт (135 л. с.) при 6000 об/мин
- Крутящий момент — 167 Н⋅м при 4500 об/мин

## 6A12
- Объём — 2,0 л (1998 см3)
- Диаметр x ход поршня — 78,4 мм × 69 мм (3,09 дюйма × 2,72 дюйма)
- Тип двигателя — V-образный 6-цилиндровый DOHC с 24 клапанами
- Степень сжатия — 9.5:1, 10.0:1, 10.4:1
- Топливная система — ECI multi
- Мощность — 107—110 кВт (145—150 л. с.) при 6000—6750
- Крутящий момент — 179— 181 Н⋅м при 4000—4500

## 6A13
- Объём — 2,5 л (2498 см3)
- Диаметр х ход поршня — 81 мм × 80,8 мм (3,19 дюйма × 3,18 дюйма)
- Тип двигателя — V-образный 6-цилиндровый SOHC с 24 клапанами
- Степень сжатия — 9.0, 9.5:1
- Топливная система — ECI multi
- Мощность — 120—129 кВт (163—175 л. с.) при 5750 об/мин
- Крутящий момент — 223—230 Н⋅м при 4500 об/мин